# Callender Lake (Teksas)
Callender Lake je naseljeno mjesto za statističke potrebe u američkoj saveznoj državi Teksas. Prema popisu stanovništva iz 2010. u njemu je živjelo 1.039 stanovnika.